# 이주의
이주의는 한국의 독립운동가이다.
1876년(고종 13)∼1923.11.5. 일제강점기 3·1운동에 참여한 독립운동가이다. 본관은 전주(全州), 자는 경국(卿國)이며 전라북도 임실군(任實郡)에서 출생하였다. 아들은 둔남면장(屯南面長)을 지낸 이기한(李起漢)이다.
1919년 고종 황제가 승하하고 국장을 할 무렵, 경성 인산 행렬에 참여했다가 경성의 독립만세운동을 목격한 이기송 지사 등 둔덕 이씨들이 귀향 후 3월 23일 임실 오수에서도 독립만세운동을 벌이기로 결의했다.
1919년 3월 23일 임실군 둔남면 오수리(任實郡屯南面獒樹里) 장날을 이용하여, 이기송(李起松)·오병용(吳秉鎔) 등과 독립만세운동을 주동하였다.
이주의(李柱儀)는 이날 오후 2시 오수리 장터에서 천도교도·기독교도가 중심이 된 시위군중과 함께 독립만세를 외치며 장터를 시위행진하였다.
오수리 원동산공원에서 이기송 지사는 “우리 조선은 독립국이었는데 10여 년 전에 일본에 합병당하였으니 2000만 우리 국민 모두가 합심해야 한다”고 연설했다.
이때 한국인 순사보 고택기(高宅基)가 출동하여 주동자인 이기송을 강제로 체포하여 주재소로 연행하였다.
그러자 그는 오병용·이병렬(李秉烈)·김일봉(金一奉) 등 8백여명의 시위군중과 함께 주재소로 달려가 이기송의 석방을 강력히 요구하며 시위하였다.
겁에 질린 일본인 순사 촌정(村井)이 이기송을 석방하자, 그는 다시 장터로 돌아와서 2천여명으로 늘어난 시위군중과 함께 일본인이 경영하는 상점을 파괴하며 격렬한 시위를 벌이고 면사무소로 시위행진하였다.
면사무소에 도착하여 그곳에서 면장·면서기들도 독립만세를 외치고 주재소로 향하였다.
주재소에 도착하여 유치장 문을 부수고, 김영필(金永弼) 등 구금된 사람들을 석방시켰다.
이때 순사보 고택기가 총을 겨누며 위협하자, 그의 총을 빼앗고 경종대(警鐘臺) 아래로 끌고 나와 독립만세를 외칠 것을 요구하며 구타하였다.
그러나 시위군중은 24일 저녁, 남원(南原) 헌병분대와 임실경찰서에서 응원 출동한 일본군의 무차별 사격으로 많은 사상자를 낸 채 해산하였다.
그후 그는 일제의 검속 때 체포되어, 이해 9월 30일 대구(大邱)복심법원에서 소위 보안법 위반 혐의로 징역 3년형을 받고 옥고를 치렀다.
이후 고문후유증으로 인해 1923년 11월 5일 숨을 거두었다.
정부에서는 고인의 공훈을 기리어 1990년에 건국훈장 애족장(1963년 대통령표창)을 추서하였다.
오수 일대에서 벌어진 만세운동에 가담한 둔덕 이씨 일가 16명은 재판에 회부돼 적게는 4월에서 많게는 7년에 이르는 징역형을 받아 온갖 고초를 당했다.
이기송(징역 7년·국민장), 이회열(징역 4년·애국장), 이기우(징역 3년·애족장), 이윤의(징역 3년·애족장), 이주의(징역 3년·애족장), 이용의(징역 3년·애족장), 이만의(징역 2년·애족장), 이영의(징역 1년·애족장), 이송의(징역 1년·애족장), 이정의(징역 1년·애족장), 이하의(징역 8월·대통령표창), 이태우(징역 8월·대통령표창), 이재의(징역 2년·애족장), 이강목(징역 2년 3월), 이창준(징역 8월·대통령표창), 이정우 지사(징역 4월) 등이 당시 항일운동에 앞장 선 애국지사들이다. 
당시 ‘오수(獒樹) 둔덕 이(李)씨’ 일가 16명은 만세운동을 주도했으며,일본 헌병 등과 맞서다 투옥돼 모두 징역형을 살았다. 이는 대한민국 독립운동사에서 찾아보기 힘든 일이다.